# Rafiq Zakaria
Rafiq Zakaria (en hindi: राफ़िक़ ज़कारिया) (5 de abril de 1920 - Mumbai, 9 de julio de 2005), político y académico indio, especialista en temas islámicos.
Fue padre del periodista Fareed Zakaria y del financista de Merrill Lynch Arshad Zakaria. Se lo asociaba estrechamente con el movimiento de independencia indio y el partido Congreso Nacional Indio.

## Citas
- "Un verdadero patriota, nacionalista y gran académico" -- Manmohan Singh, primer ministro de la India.